# Germano Borovicz Cardoso Schweger
Germano Borovicz Cardoso Schweger (Toledo, 21 maart 1981), ook wel kortweg Germano genoemd, is een Braziliaans voetballer.